# Shearella
Shearella là một chi nhện trong họ Tetrablemmidae.